# Токтарбай, Бекжан Бекмуратулы
Бекжан Бекмуратулы Токтарбай (каз. Бекжан Бекмұратұлы Тоқтарбай; род. 22 марта 1997, Шымкент) — казахстанский футболист, вратарь.

## Клубная карьера
Футбольную карьеру начинал в 2015 году.
В 2021 году подписал контракт с клубом «Туран». 15 сентября 2022 года в матче против клуба «Атырау» дебютировал в казахстанской Премьер-лиге (2:0).

## Достижения
«Академия Онтустик»
- Серебряный призёр Второй лиги Казахстана: 2018

## Клубная статистика
| Игровая карьера | Игровая карьера     | Игровая карьера | Лига | Лига | Кубок | Кубок | Межд. | Межд. | Др. | Др. |
| --------------- | ------------------- | --------------- | ---- | ---- | ----- | ----- | ----- | ----- | --- | --- |
| 2018            | Академия Онтустик   | В               | 37   | -36  | 2     | -2    | —     | —     | —   | —   |
| 2019            | Академия Онтустик   | Б               | —    | —    | —     | —     | —     | —     | —   | —   |
| 2019            | Академия Онтустик М | В               | 9    | -21  | —     | —     | —     | —     | —   | —   |
| 2020            | Академия Онтустик   | Б               | 2    | -2   | —     | —     | —     | —     | —   | —   |
| 2021            | Туран               | А               | —    | —    | —     | —     | —     | —     | —   | —   |
| 2021            | Туран М             | В               | 2    | −1   | —     | —     | —     | —     | —   | —   |
| 2022            | Туран               | А               | 3    | −4   | 1     | −4    | —     | —     | —   | —   |
| 2022            | Туран М             | В               | 15   | −18  | —     | —     | —     | —     | —   | —   |